# Федорук Катерина Андріївна
Федорук Катерина Андріївна (англ. Miss Katy — Міс Кеті) — популярна відеоблогерка з Одеси, одна з найпопулярніших дітей-відеоблогерів на YouTube українського походження.

## Дитинство
Катерина народилася в сім'ї Федорук 31 січня 2013 року. В Катерини є старший брат Максим. Катерина почала зніматися на YouTube у віці 1 року. До 2016 року вони проживали в місті Одеса, згодом переїхали в Лондон, де й досі живуть у приватному власному будинку. Катерина з її братом Максимом ходить до приватної школи, навчання в якій, по словам батьків навчання в школі коштує 20 тисяч фунтів на рік. Як запевняє Катерина, життя в Лондоні їй подобається: вона знайшла там друзів та вивчила мову. Улюблене місто Катерини в Україні — Ладижин (батьківщина батьків).

## Історія
Основний канал Катерини (Miss Katy) був створений батьком Федоруком Андрієм 17 листопада 2014 року. Спочатку батько знімав короткі веселі відеоролики з дітьми, переважно челенджі. Згодом канал став відеоблогом.
На каналі завжди знімалася Катерина зі своїм братом Федоруком Максимом.
Тато з мамою вигадували дітям челенджі та різні завдання на відео, які згодом діти виконували, та отримували подарунки (наприклад, солодощі).
Також на каналі були й інші теми: похід до крамниці, прогулянка містом, відпочинок, поїдання солодощів.
Ближче до 2018 року канал перейшов в акторську гру на відео, батьки знімали міні-фільми, в яких діти ставали супергероями, героями мультфільмів чи іншими персонажами. Також батьки спробували перейти на англомовний YouTube, але під час спроби перейти на іншу мову фанати почали втрачати інтерес до нового контенту і почали залишати канал. Нових англомовних підписників каналу не вдалося набрати тому канал повернувся назад до російськомовного контенту. В результаті спроби перейти на іншу мову канал втратив значну популярність.

## Заробіток
Наразі точний дохід каналу невідомий, але за інформацією джерела станом на 2017 рік заробіток був 45 тисяч доларів на місяць.
За інформацією батьків наразі заробіток набагато менший ніж 2017 року, через втрату популярності. Також їхній дохід зменшився на тлі російського вторгнення в Україну.

## Сьогодення
Наразі в Катерини є два активні канали: MissKaty та KatyPlay. Зараз канал більше заснований на відеоблог-вмісті, але відео-челенджі теж періодично з'являються на каналі. Станом на квітень 2023 року, канал MissKaty налічує понад 23,4 мільйонів підписників, в канал KatyPlay — понад 700 тисяч. Наразі популяція каналу росте за допомогою популярності на таких платформах як TikTok та Instagram.
Наразі канал Катерини та її брата Максима посідає 3-е місце в українському Forbes.

## Шанувальники
Наразі шанувальники дають основний приплив нових підписників до каналу. Шанувальники створюють і монтують різні мотивувальні відео та викладають до таких соцмереж, як TikTok, Instagram та YouTube. Деякі відео на платформах набирають понад 100 тисяч уподобайок за день.